# Музеј физичке културе у Београду
Музеј физичке културе у Београду је институција у којој се чувају, проучавају и излажу (хронолошки или тематски) збирке предмета из области физичке културе, односно свих њених сегмената. Настао је из Музејске збирке, коју је основао при Државном институту за фискултуру (ДИФ) 1948. године доц. Боривоје Бора Јовановић. Почетком 1967. године основана је Комисија за историју, архив и музеј физичке културе Србије, чији је најважнији задатак био рад на прикупљању материјала за Енциклопедију физичке културе. Међутим у каснијем периоду, Комисија је пружала значајну помоћ у прикупљању историјске грађе из прошлости физичке културе Србије. Кроз читав овај период очигледан је огроман значај и допринос Музеја физичке културе у прикупљању, систематизовању, чувању и презентацији историјске грађе. Стављање на располагање свих фондова Музеја бројним истраживачима и научним радницима био је немерљив и непроцењив допринос Музеја развоју научне мисли у области историје физичке културе. Свечано отварање музеја десило се 1979. године у оквиру нове зграде Факултета за физичко васпитање. Исте године музеј је добио и прву сталну поставку која прати развој спорта и физичке културе у Србији. Најзначајнији експонати су коштана клизаљка из неолита, мачевалачка опрема од XVIII до XXI века, соколски спортски реквизити с краја XIX и почетка XX века, соколска униформа, скије из XIX века, бројни пехари и медаље српских спортиста и др. Музеј организује бројне изложбе, како у Београду и Србији тако и ван граница, и на тај начин презентује богату спортску прошлост српског народа.